# 윈터 오브 코드
윈터 오브 코드(Winter of Code, WoC)는 2006년부터 해마다 열리는 대한민국의 오픈 소스 진흥 프로그램으로, 엔씨소프트 오픈마루스튜디오에서 주최 · 운영한다. 주로 학생들을 대상으로 하고있다.

## 개요
윈터 오브 코드는 대한민국 내의 오픈 소스 활성화를 위한 행사로, 구글 서머 오브 코드 · IBM 로보코드 등과 유사하다. 업체나 커뮤니티가 프로젝트를 제안하고, 이 중에서 실제로 진행할 프로젝트를 행사 운영위원회에서 선발한다. 한 프로젝트에 해당 분야의 전문가(멘토)와 참가 지원 학생 1명(멘티)가 참가하여 이를 수행한다. 멘티는 대한민국 국적을 가진 고등학생과 대학(원)생을 대상으로 하며, 각 프로젝트에 선발할지 여부는 멘토가 결정한다. 행사를 통해 이루어진 모든 프로젝트에는 오픈 소스 라이선스를 적용하며, 프로젝트 종료 후 결과물은 해당 프로젝트의 라이선스에 따라 공개된다. 공개된 프로젝트는 오픈마루스튜디오에서 운영하는 프로젝트 호스팅 서비스인 오픈랩에 호스팅한다. 일부 프로젝트는 상용 서비스에 적용되기도 하였다.

## 행사 이력

### WoC 2006
첫 윈터 오브 코드인 WoC 2006은 2006년 12월 개최했다. 이 행사에는 공동 주최인 엔씨소프트 오픈마루스튜디오와 한국소프트웨어진흥원을 비롯한 태터앤컴퍼니 · 위자드웍스 · 아루웍스(당시 한RSS) 등 4개의 기업과 JCO · OSXDev · 데브피아, 한글 모질라 프로젝트 등 4개의 단체 등 총 9개의 기관이 참여했다.
이 행사에서는 총 16개의 공식 지정 프로젝트가 발표되었으며, 이 중 3개를 제외한 13개의 프로젝트 가 참가 멘토와 멘티에 의해 3월까지 수행 되었다.

### WoC 2007
두 번째 윈터 오브 코드인 WoC 2007은 2007년 12월 3일 개최되었으며, 작성 현재 (12월 6일) 참가자를 모집 중에 있다.

### 유사한 행사
- Google Summer of Code
- IBM 로보코드(Robocode)
- 매쉬업 경진대회

### 연관 기업/단체
- 아루웍스
- 위자드웍스 보관됨 2013-03-17 - 웨이백 머신
- JCO
- OSXDEV.ORG
- 데브피아
- 한글 모질라 프로젝트
- 태터앤컴퍼니
- 한국소프트웨어진흥원

## 참고 문헌
1. ↑  국내 첫「오픈 소스 개발 프로젝트」Winter of Code 점화! - ZDNet Korea
2. ↑  “Winter Of Code 2006의 성공적인 폐막 - The WiZarD Works”. 2007년 12월 15일에 원본 문서에서 보존된 문서. 2007년 11월 22일에 확인함.
3. ↑  “WoC 블로그가 열렸습니다. - Winter of Code 2006”. 2007년 11월 2일에 원본 문서에서 보존된 문서. 2007년 11월 22일에 확인함.
4. ↑  “최종 수행대상자 명단입니다. - Winter of Code 2006”. 2007년 11월 21일에 원본 문서에서 보존된 문서. 2007년 11월 22일에 확인함.
5. ↑  “WoC2006 마감행사 후기 - Winter of Code 2006”. 2007년 11월 3일에 원본 문서에서 보존된 문서. 2007년 11월 22일에 확인함.
6. ↑  “Winter of Code 2007 공식 블로그 :: 홈페이지 오픈 일정”. 2007년 12월 7일에 원본 문서에서 보존된 문서. 2007년 12월 6일에 확인함.
7. ↑  “Winter of Code 2007 공식 블로그 :: 프로젝트 공지”. 2007년 12월 7일에 원본 문서에서 보존된 문서. 2007년 12월 6일에 확인함.